# Dracula anthracina
Dracula anthracina é uma espécie de orquídea epífita de crescimento cespitoso cujo gênero é proximamente relacionado às Masdevallia, parte da tribo Pleurothallidinae. Esta espécie é originária do noroeste da Colômbia, onde habita florestas úmidas e nebulosas.
Pode ser diferenciada das espécies mais próximas, particularmente da Dracula benedictii, por apresentar sépalas mais ou menos explanadas, de cor púrpura quase preta, e pela diferença na largura das estruturas do labelo.